# Veronika Haring

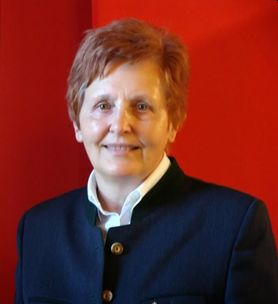
Veronika Haring (2012)

Veronika Haring (* 9. Januar 1948 in den Windischen Büheln, Slowenien) ist eine Europaaktivistin, Ausstellungsgestalterin und Autorin. Sie ist Angehörige der verbliebenen deutsch-untersteirischen Minderheit in Slowenien.

## Leben und Wirken

### Leben
Veronika Haring wurde als Tochter von Maximiljan Haring (1918–1995) und Elisabeth Haring (geb. Pukšič, 1923–2012) geboren. Sie hatte einen Bruder Srečko (Felix) Haring (1949–2018). Veronika Haring wohnt in Maribor (Marburg an der Drau) ist unverheiratet und hat zwei Töchter, Petra und Martina, sowie vier Enkelkinder.

### Ausbildung und Arbeit
Haring besuchte die Grund- und Hauptschule in St. Jakob in den Windischen Büheln und anschließend eine Berufsschule für Textilwarenverkäuferinnen.
Nach der Lehre als Textilwarenverkäuferin ging sie im Juni 1968 nach Graz, arbeitete als angestellte Verkäuferin bei Kinderwaren KOCH & SÖHNE bis Januar 1970, um die deutsche Sprache zu erlernen. Ab Februar 1970 arbeitete sie als Verkäuferin für Fachbücher und Zeitschriften, mit dem Schwerpunkt deutsche Literatur, in einer Buchhandlung in Marburg bei der Buchhandels-Kette „Mladinska knjiga“. Parallel dazu besuchte sie am Abend die Handelswissenschaftsschule und erlangte dort die mittlere Reife. Ab 1987 war sie als Geschäftsführerin einer Buchhandlung tätig. Seit 2002 ist sie im Ruhestand.

### Europapolitisches Wirken
Veronika Haring ist aktiv mit europapolitischen Vereinen in Österreich (z. B. dem Bund Europäischer Föderalisten) und den „Berglanddeutsche“ im Banat (Rumänien) sowie deutschen Minderheiten in Ungarn verbunden. In diesem Zusammenhang wird eine grenzüberschreitende Zusammenarbeit ausgeübt, um auch den deutschsprachigen Minderheiten eine Möglichkeit der Präsentation und Publikation zu geben.

## Kulturverein deutschsprachiger Frauen – Brücken
2000 gründete sie den deutschen Verein – Kulturverein deutschsprachiger Frauen – Brücken, deren Obfrau sie noch heute ist. Der Verein veröffentlicht seither jedes Jahr ein deutsch-slowenisches Jahrbuch, welches von Veronika Haring herausgegeben und gestaltet wird. Hauptaufgabe des Vereins ist die Förderung der Koexistenz der slowenischen mit der deutschen Kultur, die in Marburg jahrhundertelang miteinander verflochten waren.

## Auszeichnungen (Auswahl)
- Ehren-Mitglied des Bundes der Kulturvereine Marburg (2021),
- Goldenes Ehrenzeichen für Verdienste um die Republik Österreich (2018),
- Ehrenurkunde und Freundes-Abzeichen in Gold – Marktgemeinde Neumarkt/Steiermark (2017),
- Mérite Européen in Silber (2016),
- Goldenes Ehrenzeichen des Landes Steiermark (2015),
- Ehrenurkunde und Freundes-Abzeichen in Silber – Marktgemeinde Neumarkt/Steiermark (2012),
- Auszeichnung mit Medaille des Bunds der Kulturvereine Marburg (2008).[1][5][6]

## Veröffentlichungen von Veronika Haring
- Jahrbücher des Kulturverein deutschsprachiger Frauen – Brücken (seit 2002).
- Veronika Haring: Der Kulturverein deutschsprachiger Frauen „Brücken“[7]
- Veronika Haring: Der Kammerchor „Hugo Wolf“.[8]